# District de Yangming
Le district de Yangming (阳明区 ; pinyin : Yángmíng Qū) est une subdivision administrative de la province du Heilongjiang en Chine. Il est placé sous la juridiction de la ville-préfecture de Mudanjiang.